# Lycosa anclata
Lycosa anclata là một loài nhện trong họ Lycosidae.
Loài này thuộc chi Lycosa. Lycosa anclata được Pelegrin Franganillo-Balboa miêu tả năm 1946.